# Comuna de Bodzanów
Bodzanów (polaco: Gmina Bodzanów) é uma gminy (comuna) na Polónia, na voivodia de Mazóvia e no condado de Płocki. A sede do condado é a cidade de Bodzanów.
De acordo com os censos de 2004, a comuna tem 8394 habitantes, com uma densidade 61,4 hab/km².

## Área
Estende-se por uma área de 136,81 km², incluindo:
- área agricola: 74%
- área florestal: 17%

## Demografia
Dados de 30 de Junho 2004:
|                      | Total   | Total | Mulheres | Mulheres | Homens  | Homens |
| -------------------- | ------- | ----- | -------- | -------- | ------- | ------ |
|                      | pessoas | %     | pessoas  | %        | pessoas | %      |
| População            | 8394    | 100   | 4224     | 50,3     | 4170    | 49,7   |
| Densidade (pop./km²) | 61,4    | 100   | 30,9     | 30,9     | 30,5    | 30,5   |

De acordo com dados de 2002, o rendimento médio per capita ascendia a 1229 zł.

## Comunas vizinhas
- Bulkowo, Mała Wieś, Radzanowo, Słubice, Słupno